# Degeeriella fusca
Degeeriella fusca är en insektsart som först beskrevs av Henry Denny 1842.  Degeeriella fusca ingår i släktet strållöss, och familjen fjäderlöss. Arten är reproducerande i Sverige. Inga underarter finns listade i Catalogue of Life.